# Жихарев, Николай Андреевич
Николай Андреевич Жихарев (22 ноября 1915, Ярославский уезд, Ярославская губерния — 23 февраля 1983, Ярославль) — гвардии лейтенант Рабоче-крестьянской Красной Армии, участник Великой Отечественной войны, Герой Советского Союза (1944).

## Биография
Родился 22 ноября 1915 года в деревне Плочениново. Получил неполное среднее образование, после чего работал слесарем Ярославского тормозного завода. В августе 1941 года был призван на службу в Рабоче-крестьянскую Красную Армию. В декабре 1942 года он окончил Горьковское танковое училище, после чего был направлен на фронт Великой Отечественной войны. К октябрю 1943 года гвардии лейтенант Николай Жихарев командовал танком «Т-34» 288-го танкового батальона 52-й гвардейской танковой бригады 6-го гвардейского танкового корпуса 3-й гвардейской танковой армии 1-го Украинского фронта. Отличился во время битвы за Днепр и освобождения Киева.
Танк Николая Жихарева одним из первых в батальоне вышел к Днепру и переправился на западный берег на Букринский плацдарм. В районе населённого пункта Григоровка он обошёл немецкие позиции с фланга и уничтожил противотанковое орудие вместе с его расчётом, а затем совместно с ещё двумя экипажами танков довершил разгром немецкой батареи. В том бою лично уничтожил более 50 солдат и офицеров противника. 28 октября в бою за посёлок Первомайский первым вышел к окраине посёлка и огнём своего танка подавил орудие и уничтожил более 40 немецких солдат и офицеров. В том бою танк Николая Жихарева был подбит. Экипаж занял круговую оборону и четыре дня отбивал атаки противника. Первым на своём танке ворвался в пригород Киева Святошино, а затем перерезал шоссе Житомир-Киев, где уничтожил 2 танка, 20 автомашин, 40 повозок, захватил 1 танк, взял в плен 50 вражеских солдат и офицеров. В одном из боёв Жихарев получил тяжёлое ранение, но продолжал сражаться.
Указом Президиума Верховного Совета СССР «О присвоении звания Героя Советского Союза генералам, офицерскому, сержантскому и рядовому составу Красной Армии» от 10 января 1944 года за «образцовое выполнение боевых заданий командования на фронте борьбы с немецко-фашистскими захватчиками и проявленные при этом отвагу и геройство» был удостоен высокого звания Героя Советского Союза с вручением ордена Ленина и медали «Золотая Звезда» за номером 3634.
Весной 1944 года был уволен в запас по инвалидности. Проживал и работал в Ярославле. Умер 23 февраля 1983 года, первоначально был похоронен на Игнатовском кладбище; в 1994 году перезахоронен на аллее Героев воинского мемориального кладбища в Ярославле.
Был также награждён рядом медалей.

## Комментарии
1. ↑  Деревня Плочениново (Полочанинова) располагалась в 2,5 км северо-восточнее деревни Кузнечиха[2]; не сохранилась, ныне — территория Кузнечихинского сельского поселения, Ярославский район Ярославской области[3].